# Marguerite de Bourbon (1438-1483)
Pour les articles homonymes, voir Marguerite de Bourbon.
Marguerite de Bourbon, appelée aussi Marguerite de Berry, née le 5 février 1438, morte le 24 avril 1483 à Pont-d'Ain, est une princesse de la branche Bourbon de la dynastie capétienne.

## Biographie

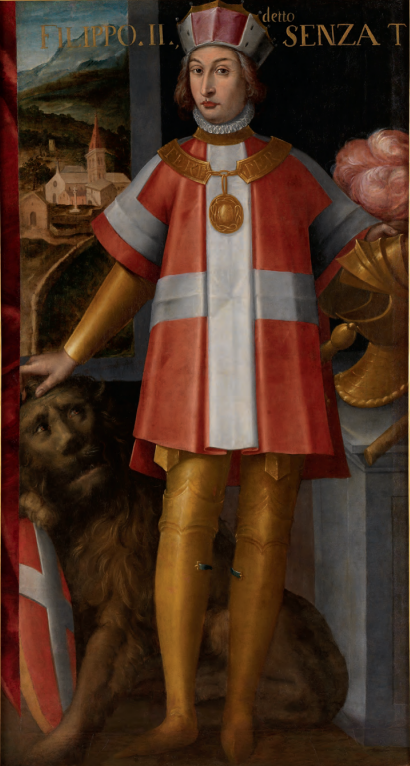
Portrait de Philippe II de Savoie dit le Sans terre (XVe siècle).

Marguerite de Bourbon est la fille de Charles Ier, duc de Bourbon et d'Auvergne, et d'Agnès de Bourgogne.
Elle épouse le 6 avril 1472 Philippe de Savoie, prince de Piémont (1461-1497), qui deviendra après sa disparition le 7e duc de Savoie en 1496, dont elle a :
- Louise de Savoie (1476-1531) x 1490 Charles d'Orléans (1459-1496), mariage dont sont issus le futur roi de France François Ier et les derniers Valois (1515-1589),
- Jérôme (mort jeune en 1478),
- Philibert II (1480-1504), duc de Savoie épouse en 1496 Yolande-Louise de Savoie (1487-1499) puis en 1501 Marguerite d'Autriche (1480-1530)